# Щетинин, Михаил Вадимович
Михаил Вадимович Щетинин (род. 8 июля 2005, Курск) — российский футболист, полузащитник белорусского «Арсенала». Брат Кирилла Щетинина.

## Биография

### Клубная карьера
Родился 8 июля 2005 года в Курске и начинал заниматься футболом в школе местного «Авангарда». Позже перешёл в академию московского «Локомотива». За основной состав команды дебютировал 27 ноября 2022 года в заключительном матче группового этапа Кубка России против «Пари НН» (3:1), в котором на 89-й минуте заменил Константина Марадишвиили. Первый матч в РПЛ сыграл 18 марта 2023 года с клубом «Краснодар» (3:2), появившись на замену на 84-й минуте.
13 июня 2024 года перешёл в воронежский «Факел» на правах аренды до конца сезона 2024/25. По итогам сезона команда вылетела из премьер-лиги, а футболист вернулся в «Локомотив». 
В июле 2025 года перешел в дзержинский «Арсенал» из высшей лиги Беларуси. «Локомотив» оставил за собой право обратного выкупа.

### Карьера в сборной
В составе сборной России до 17 лет принимал участие в квалификации к юношескому чемпионату Европы 2022, где провёл три матча в качестве капитана.

## Достижения
«Локомотив»
- Победитель ЮФЛ-2: 2021/2022